# یواس‌اس پمبینا (۱۸۶۱)
یواس‌اس پمبینا (۱۸۶۱) (به انگلیسی: USS Pembina (1861)) یک کشتی بود که طول آن ۱۵۸ فوت (۴۸ متر) بود. این کشتی در سال ۱۸۶۱ ساخته شد.